# 諸桑町
諸桑町（もろくわちょう）は、愛知県愛西市の地名。字が5つある。

## 地理
旧佐織町南東部に位置する。東・西・南は津島市、北は南河田町に接する。

### 字一覧
（五十音順・読みはyahoo!地図による）
- 郷城（ごうじろ）
- 塩田（しおた）
- 中江（なかえ）
- 西浦（にしうら）
- 東浦（ひがしうら）

## 歴史

### 町名の由来
守桑の転訛であり、かつて養蚕の神を祀っていたことに由来するという。かつては師桑、室桑の表記も見られた。

### 沿革
- 江戸時代 - 尾張国海東郡の尾張藩領佐屋代官所支配の諸桑村として所在[7]。
- 明治元年 - 尾張藩と犬山藩の相給となる[7]。
- 1878年（明治11年） - 日光新田の一部を編入する[7]。
- 1889年（明治22年） - 諸古村大字諸桑と津島町（大字は編成せず）に分割編入される[7]。諸古村役場が大字諸桑に置かれる[7]。
- 1906年（明治39年） - 合併に伴い、佐織村大字諸桑となる[7]。
- 1939年（昭和14年） - 町制施行に伴い、佐織町大字諸桑となる[7]。
- 2005年（平成17年）4月1日 - 合併に伴い、愛西市諸桑町となる。

## 世帯数と人口
2019年（令和元年）5月1日現在の世帯数と人口は以下の通りである。
| 町丁   | 世帯数  | 人口  |
| ------ | ------- | ----- |
| 諸桑町 | 359世帯 | 913人 |

### 人口の変遷
国勢調査による人口の推移
| 2005年（平成17年） | 1,002人 | [ 8 ]  |  |
| 2010年（平成22年） | 967人   | [ 9 ]  |  |
| 2015年（平成27年） | 918人   | [ 10 ] |  |

## 小・中学校の学区
市立小・中学校に通う場合、学区は以下の通りとなる。
| 番・番地等 | 小学校               | 中学校             |
| ---------- | -------------------- | ------------------ |
| 全域       | 愛西市立北河田小学校 | 愛西市立佐織中学校 |

## 交通

### バス
- 愛西市巡回バス（2020年4月1日現在）[12]

|     | 停留所名 | ルート |
| --- | -------- | ------ |
| 121 | 諸桑西   | 佐織南 |
| 123 | 諸桑東   | 佐織南 |

### 道路
- 愛知県道68号名古屋津島線（佐屋街道）[5]

## 施設
- 海部地区環境事務組合塩田センター（廃止）[5]
- 諸鍬神社[5]
- 真宗大谷派満成寺[5]
- 真言宗智山派千手寺[5]
- 法樹寺[5]

## その他

### 日本郵便
- 郵便番号 : 496-8005[3]（集配局：津島郵便局[13]）。